# Взятие острова Боммель
Взятие острова Боммель (нид. Bommelerwaard) — наступательная операция французской Северной армии генерала Пишегрю, проведённая 27 - 30 декабря 1794 года против союзных войск генерала графа Вальмодена и принца Оранского во время Войны первой коалиции. В результате перехода по льду через реку Маас французская армия выбила голландские войска с острова Боммель и захватила плацдарм, который использовала для дальнейшего наступления через реку Ваал. 

## Перед наступлением
Несмотря на неудачу 12 декабря по форсированию Мааса французским правительством было приказано командующему Северной армией генералу Пишегрю продолжать кампанию и, подобрав подходящий момент, попытаться ещё раз переправиться через реку. Поэтому заболевший Пишегрю только на восемь дней принял командование над армией, чтобы выполнить приказ.
Река Маас, постепенно замерзающая с середины декабря, к 23-му  была полностью покрыта крепким льдом. 27 декабря, когда столбик термометра опустился до 17 градусов и лед стал достаточно крепким, началось французское наступление от Граве, на востоке, до реки Марк на западе. Пишегрю приказал своим левым дивизиям атаковать рубежи крепости Бреда, в центре - захватить остров Боммель, образованный реками Маас и Ваал, а на правом фланге покончить с осажденной крепостью Граве. 

## Наступление
Боммель предстояло атаковать генералу Данделсу, чья бригада была усилена для этой цели бригадой генерала Остена. Бригаде из дивизии Макдональда под командованием генерала Девинтера была поставлена задача захватить форт Сент-Андриес.
Остров Боммель прикрывался только голландскими батальонами, потому что гессенский корпус, которому раньше было поручено защищать его, был отправлен в сторону Тиля.
Наступление началось с исходных позиций от Кревекера, Эмпеля и Боховена. Французы, приближение двух колонн которых было прикрыто дамбами, застигли врасплох авангард противника, и затем быстро прошли дальше. Голландский центр бежал, и его преследовали в направлении Залтбоммеля. Все четыре голландских батальона были опрокинуты. Одни отступили, не сражаясь, через Хейсден, к основным силам голландской армии у Горкума (Горинхема); другие, в направлении форта Сент-Андриес и на Тиль. Гарнизон форта Сент-Андриес, после того, как заклепал все орудия, оставил форт и присоединился к беглецам.
Швейцарская гвардия на голландской службе и ещё один голландский отряд, расквартированный за Ваалом, стоявшие во второй линии, были увлечены беглецами с первой линии; так что французы, около полудня заняв без боя Залтбоммель, пересекли там Ваал также без сопротивления. Помимо большого количества пленных и обозов, в руки французов попали шесть канонерских лодок, вмерзших во льдах на реке, и два госпитальных корабля.
Перейдя на правый берег Ваала в Туиле, французы в Варденбурге, кроме 60 орудий, оставшихся на батареях и не сделавших ни одного выстрела, захватили 600 пленных и голландский резервный артиллерийский парк. Часть голландцев бежала к Утрехту, которого достигла утром 28-го. Принц Оранский оставил свою штаб-квартиру в Горкуме и удалился в сторону Роттердама.
В результате этого удара оборонительная линия союзников была прорвана, и Пишегрю, бросившись массой своих войск в брешь между Тилем и Горкумом, на правом фланге Вальмодена, мог бы сокрушить его, прежде чем тот успел бы добраться до Рейна. Но французский генерал не осмелился броситься в таком опасном направлении, и лед на Ваале ещё не был достаточно крепок, чтобы пройти по нему с пушками. Пишегрю отозвал свои войска на остров Боммель, оставив около 2 тысяч на правом берегу реки, в Туиле и Варденбурге.
В это же время 28 декабря стоявшая на левом французском фланге дивизия Бонно, поддержанная частью дивизии Лемера, тремя колоннами атаковала правый фланг голландской линии у Марка. Первая колонна заставила одну голландскую бригаду, генерала Бутцлара, отступить и укрыться в Виллемштадте, а другую, спешившую по направлению к Терхейдену, не сумевшую вовремя там укрыться, захватила в плен (400 солдат). Вторая колонна двинулась между Бредой и Гертруйденбергом (лежит в низовьях Донге), захватила форт Хеллховер и распространила тревогу по окрестностям. Наконец, третья атаковала линию Лангстраат, захватила позиции у Спранг-Капелле, Васпика и форт Доверен и завершила обложение Бреды. В это же время генерал Лемер, которому было поручено обойти противника с тыла, захватил голландские посты в Оуденбоше и Зевенбергене и пленил около 600 солдат.
30 декабря на восточном крыле наступления крепость Граве, с гарнизоном, состоявшим из швейцарского полка и четырёх рот полка Вальдека (1500 человек), блокированная в течение двух с половиной месяцев, обстреливаемая в течение трёх недель и превращенная в груду руин, сдалась из-за угрозы голода. Комендант Де Бонс и майор Грос, его помощник, подписали акт о капитуляции.
Бригада Сальма, принявшая капитуляцию Граве, немедленно двинулась на остров Боммель на поддержку Данделсу, которого в Туиле, выполняя приказ Вальмодена, контратаковали английская бригада Дандаса и гессенская бригада Вурмба, наступавшие через Метерен и Варденбург. Французы, укрепившиеся на северном берегу Ваала, были отброшены с разных постов у Туиля и снова переправились через реку. Подошедшая во второй половине дня бригада Сальма укрепила их позиции на южном берегу Ваала.
Это небольшая удача позволила союзникам на несколько дней вернуть свои старые расположения между Линге и Ваалом. 

## Результаты
Поражения вызвали разногласия между генералами союзников. Вальмоден хотел сосредоточить свои войска на среднем Ваале, между Неймегеном и Сент-Андриесом, и прикрыть Арнем и пути отступления на Эйссел, но принц Оранский, более заботившийся о прикрытии прямого пути на Амстердам, где вторжение французов могло вызвать революционный пожар, выступил против этой меры и приказал принцу Гессен-Дармштадтскому подойти к Горкуму, чтобы иметь возможность поддержать его. Поэтому Вальмоден, которому распоряжения британского правительства предписывали выводить английские войска ближе к Бремену и Ганноверу, бросив голландскую армию на произвол судьбы, расквартировал англичан, ганноверцев и гессенцев за Линге и прикрыл их слева австрийским отрядом генерала Спорка, который подошёл к Панердену, лежащему у разделения Рейна на нижний Рейн и Ваал. Хотя морозы сменились оттепелью, Вальмоден не надеялся удержать эту линию и 2 января составил инструкцию для войск на случай отступления.
Но французы не воспользовались беспорядком, царившим в стане противника, для дальнейшего продвижения. Поэтому принц Оранский мог вернуться в Горкум. Англичане закрепились в Лердаме, Кулемборге, Бюрене и заняли кордон вдоль Ваала до Рейна.
Французская армия ждала повторного усиления морозов, чтобы продолжить наступление.